# 春畑道哉
春畑 道哉（はるはた みちや、1966年11月5日 - ）は、日本のギタリスト、作曲家。
東京都町田市出身。愛称は「ハル」。バンド「TUBE」のメンバーで、ギター、作曲を主に担当している。既婚。

## 人物
幼少時代に「ピアノを習いたい」と両親に頼み、ヤマハ音楽教室に通い始める。小学6年の時、「ピアノは女がやるもんだ、男は野球」の理由で途切れるが、中学時代に春畑がピアノを弾けることを知った同級生からバンドに誘われピアノを再開させる。しかし舞台等で演奏する時、ステージ前方のギタリストが注目されることに対し自身のキーボードの位置がステージ端なことに不満を持ち、ギターを始める。家にあった父のアコースティックギターを手にし、実際自分でエレキを買った時期は高校の時であった。
中学1年の時から同学年の友人達と組んでいたバンド名は「レインボー」。バンド編成は5人。リードギター、リズムギター、ベース、ドラム、キーボードの構成で、春畑道哉はリードギター担当。中学1年の段階で既に春畑のギターテクニックは卓越していた。「レインボー」や下記のアマチュアバンド「バッキングM」など複数のアマチュアバンドを掛け持ちしていた。
都立高校時代に「バッキングM」を再編成。忠生高校の春畑道哉（G）、野津田高校の田中実（G）、野村亮彦（B）、茂垣わみ（Vo）小川高校の有馬拓郎（Dr）をメインメンバーとし本格的にプロデビューを目指し、オリジナル曲を多数作り、様々なオーディションを受け、ライブ活動も多くなった。代表曲は、わみが作詞した「もう一度」。
1984年にビーイング主催の「シルクロード音楽祭」に出場、ベストギタリスト賞を獲得。同音楽祭でベストヴォーカル賞を獲得していた前田亘輝と互いに才能に惹かれ、後にビーイング事務所を通し出会うことになる。春畑は前田亘輝とその友人の角野秀行、角野の高校の後輩である松本玲二の4人でプロデビューを前提にアマチュアバンド「パイプライン」を結成。後に「The TUBE」と改称し、翌1985年6月1日にデビュー。1987年2月に、ソロデビュー。
1988年までのTUBEの作曲は数曲であったが、1990年以降はほぼ全ての作曲を担当することになる。作詞は数曲で、1987年「Smile On Me」、1988年「Go Ready Go」、「I Think of You」、2017年「スタートライン」で作詞を担当している。
1988年にJR四国の関西・首都圏向けCMイメージソングに「Sailing To Your Heart」が採用されたことを皮切りに、メディアのBGMやテーマソングに春畑の楽曲が頻繁に使用されるようになった。
1992年に「J'S THEME（Jのテーマ）」を発表、1993年のサッカーJリーグ開幕セレモニーで同曲を演奏した。
1998年より、16ビートを刻む楽曲「Jaguar」がフジテレビ系のプロ野球中継のテーマ曲として使用されている。この楽曲は、フジテレビとの楽曲使用契約によりCD化は未定と10年間言われてきたが、2008年発売の「Michiya Haruhata BEST WORKS 1987-2008 〜ROUTE86〜」にて、この年以降のプロ野球中継で使用された「JAGUAR '08」が、アレンジを加えられた形で初めて音源化された。また、この楽曲はプロレスラーの金本浩二の入場テーマとしても使用されていた。2013年には更にリアレンジを施した「Jaguar '13」がシングルとしてリリースされ、2022年現在に至るまでプロ野球中継で使用されている。その一方で、原曲は永らく音源化が見送られていたが、2014年12月3日に発売された『フジテレビ開局55周年記念 LEGENDARY SPORTS ANTHEM』に収録され、登場から16年目にして初めて日の目を見た。
1992年に他アーティストに初めて楽曲提供を行う。同年はTWINZERの「LEAVE ME ALONE」、ZARDの「IN MY ARMS TONIGHT」、Mi-keの「Pink Christmas」。TWINZERの「LEAVE ME ALONE」に関してはサウンドプロデュースも行っている。以降、ビーイング系アーティストを中心に多数の楽曲提供をしている。
2000年頃からは前田亘輝との共同プロジェクト「PIPELINE PROJECT」を結成し、幅広いジャンルのアーティストへ楽曲提供している（提供楽曲詳細はPIPELINE PROJECT）を参照）。
TUBEでのデビューから30周年を迎えた2015年春にリリースされたシングル、いまさらサーフサイドのカップリング「Blue In Summer」にて、リードボーカルを担当。さらに、同年6月1日に開かれた武道館での記念ライブでも同曲を披露した。秋シングルのTONIGHT、冬シングルの灯台でそれぞれカップリングを務めた松本、角野は作詞・作曲を共に担当したが、Blue In Summerでは前田が作詞を担当、一方で夏リリースのSUMMER TIMEのカップリングとなった「トコナツPaPa」では春畑が作曲を担当した。

## 略歴
- 1984年 - アマチュアバンド「バッキングM」のギタリストとしてビーイング主催の「シルクロード音楽祭」に出場。音楽祭で知り合った現TUBEのメンバーとアマチュアバンド「パイプライン」を結成。
- 1985年6月1日 - TUBEのギタリストとしてデビュー。
- 1987年2月26日 - 1stソロアルバム「Drivin'」リリースによりソロ活動開始。
- 1990年3月 - 初のソロライブ「SOLO LIVE GUITAR LAND」を行う。（日清パワーステーション、大阪MODA HALL、名古屋ボトムラインの3公演）
- 1990年10月・11月 - 学園祭に出演。（10月28日、目白学園女子短期大学・11月4日、東邦学園短期大学の2公演）
- 1991年2月・3月 - ソロライブツアー「LIVE AROUND DREAM BOX」を行う。全11公演。
- 1992年8月12日 - 他アーティストへの初の楽曲提供。TWINZERの「LEAVE ME ALONE」の作曲・編曲・サウンドプロデュースを手掛ける。
- 1993年5月15日 - 国立霞ヶ丘競技場陸上競技場で行われたJリーグの開幕戦「ヴェルディ川崎 vs 横浜マリノス戦」にて自身の1stシングルであるJリーグオフィシャルテーマソング「J'S THEME」を試合前に披露した。
- 1996年 - ソロ活動休止を宣言。佳苗のプロデュースを開始。
- 2000年10月21日 - 8thアルバム「RED BIRD」リリースでソロ活動再開。同年にソロツアー「LIVE AROUND2000 RED BIRD」(全国11公演)を行う。
- 2001年4月20日 - シンコーミュージックより自身初のギター・スコア本「春畑道哉BEst」が発売。多くのファンから復刻を望む声があり、2023年に復刻発売された。[4]
- 2002年5月 - 日本人アーティストとしては初めてFENDER USA社との専属契約を結ぶ。同年、「Michiya Haruhata ストラトキャスター」（Michiya Haruhata Stratocaster）発売。
- 2005年 - ニューシグネチャーモデル「Michiya Haruhata BWL Stratocaster」を発売。本人も愛用しているアメリカの装飾品メーカーである Bill Wall Lether社 とのコラボレーションにて製作された。
- 2008年12月24日 - 自身の集大成としてのベスト・アルバム「Michiya Haruhata BEST WORKS 1987-2008 〜ROUTE86〜」発表。
- 2009年11月 - ソロツアー「LIVE AROUND2008 ROUTE86」(全国7公演)を行う。
- 2010年 - 3作目となるシグネチャーモデル「Michiya Haruhata III Stratocaster」が発売された。
- 2012年12月5日 - オリジナル・アルバムとしては12年振りとなるミニ・アルバム「FIND MY PLACE」をリリース。同時に2009年以来3年ぶりとなるソロツアー「Michiya Haruhata LIVE AROUND 2012 FIND MY PLACE」(名古屋・大阪・東京の3箇所)を行う。
- 2014年9月20日 - 神戸ユニバー記念競技場にてJリーグオフィシャルテーマソング「J'S THEME」を演奏。
- 2016年2月27日 - ノエビアスタジアム神戸で開催された明治安田生命J1リーグ開幕戦「ヴィッセル神戸 vs ヴァンフォーレ甲府」の試合前セレモニーにて「WE ARE ONE」を演奏。[5]
- 2016年11月9日 - 16年ぶりのオリジナル・フルアルバム「Play the Life」をリリース。（11月21日付のオリコンウィークリーランキングで9位を獲得、Instrumentalアルバムとして異例のヒットを記録）同時に4年ぶりの全国ソロツアー「Michiya Haruhata LIVE AROUND 2016」を開催。（11月16日福岡県 DRUM Be-1 / 17日大阪府 Zepp Namba / 18日愛知県 Zepp Nagoya / 21日東京都 Zepp Tokyo / 22日宮城県 darwin / 24日北海道 札幌PENNY LANE24）
- 2017年2月 - 雲海酒造の本格麦焼酎「いいともBLUE」のCMテーマソングに「Symphony Blue」が使用される。[6]
- 2017年4月8日 - 横浜国際総合競技場にて横浜F・マリノス25周年記念試合で「J'S THEME」を生演奏。
- 2018年1月21日 - 自身初となる配信限定シングル「【Reːbirth】[注 1]」をリリース。1月22付のレコチョクデイリーロックチャート1位、iTunesロックチャート4位を獲得する。インスト作品が配信限定とはいえ部門別チャート1位にランクインするのは稀有な事例である。また、同曲は海外ドラマ『リーサル・ウェポン』シーズン2の日本版オリジナルエンディングテーマとして使用された。[7]
- 2018年8月26日 - 町田市立陸上競技場でJリーグオフィシャルテーマソング「J'S THEME 25th ver.」を生演奏。
- 2018年 - ソロライブツアーMICHIYA HARUHATA LIVE AROUND 2018 開催
- 2019年10月17日 - 地元・町田市で11月13日に「まちびらき」を迎える「南町田グランベリーパーク」のテーマソングを担当、同テーマソング「Promised Land」の制作をしていることが発表された。また最寄りの東急電鉄南町田グランベリーパーク駅の発車ベルも同テーマ曲となった。
- 2019年11月6日 - FENDERの新シリーズ「AMERICAN ULTRA」グローバルキャンペーンの日本代表アーティストに抜擢されることが発表された。
- 2019年11月13日 - 南町田グランベリーパーク まちびらきテープカットセレモニーにて同所テーマ曲「Promised Land」を披露した。
- 2020年1月 - 新日本プロレス「WRESTLE KINGDOM 14 in 東京ドーム」大会テーマ曲に「Kingdom of the Heavens」が使用される。[8]
- 2020年2月 - アルバム「Continue」が、第34回日本ゴールドディスク大賞「インストゥルメンタル・アルバム・オブ・ザ・イヤー」を受賞する。[9]
- 2021年9月12日 - ノエビアスタジアム神戸で行われたサッカー女子プロリーグ「WEリーグ」開幕セレモニーにてテーマ曲「WE PROMISE」を披露した。[10]
- 2021年12月11日 - 日本武道館にて行われたCharのデビュー45周年記念公演『Char 45th Anniversary Concert Special』内、「フェンダー75周年チャリティスペシャルセッション」にて「We Love Music」を演奏した。[11]
- 2022年2月 - ソロデビュー35周年を迎え、大阪・神奈川・東京のBillboard Liveにて「MICHIYA HARUHATA LIVE AROUND 2022 “spring has come”」が開催された。[12]
- 2022年4月 - ソロライブツアー「MICHIYA HARUHATA LIVE AROUND 2022 SPRING HAS COME + next」全国8箇所で公演。[13]
- 2022年5月14日 - WEリーグ初の国立競技場での開催となった「INAC神戸レオネッサ vs 三菱重工浦和レッズレディース戦」試合前にWEリーグテーマ曲「WE PROMISE」を披露。本会場では93年に旧国立競技場で行われたJリーグ開幕戦のセレモニー以来29年振りの演奏となった。[14]
- 2022年9月18日 - 町田GIONスタジアムにて行われた「FC町田ゼルビア vs 東京ヴェルディ戦」ハーフタイムにて「J'S THEME（Ｊのテーマ）」を演奏した。[15]
- 2022年10月5日 - BLUE NOTE TOKYOにて行われた「Being Guitar Summit Vol.10」ゲスト出演。[16]
- 2023年2月12日 - 改修工事を行っていた町田市民ホールのリニューアルオープン記念公演を行う。[17]
- 2023年2月 - 大阪・神奈川・東京のBillboard Liveにて「MICHIYA HARUHATA LIVE AROUND at Billboard Live 2023 SPRING HAS COME season2」が開催された。[18]
- 2023年5月15日 - Ｊリーグ30周年記念イベントのオープニングにて「J'S THEME（Ｊのテーマ）」を演奏。[19][20]
- 2023年9月29日 - シンコーミュージックより自身のギター・スコア第2弾となる「春畑道哉 BEst 2」が発売。[21]同時に2001年発売の「春畑道哉BEst」も復刻発売された。[22]
- 2023年11月30日 - 国立競技場にて行われた日本サッカー協会の元会長、川淵三郎氏の文化勲章受章を祝う会にて「J'S THEME（Ｊのテーマ）」を演奏。[23][24]
- 2024年2月  - 東京・大阪・神奈川のBillboard Liveにて「MICHIYA HARUHATA LIVE AROUND at Billboard Live 2023 SPRING HAS COME season3」が開催。[25]
- 2024年4月13日 - 国立競技場にて行われた「FC町田ゼルビア vs ヴィッセル神戸戦」試合前に「J'S THEME（Ｊのテーマ）」を演奏。国立競技場での「J'S THEME（Ｊのテーマ）」の演奏は1993年5月15日に開催されたＪリーグ開幕戦以来31年ぶりとなる。[26][27]
- 2024年11月23日  - Billboard Live TOKYOで開催された「The Strat Night 2024 Presented by Fender × Billboard Live TOKYO」出演。[28]

## 使用機材
エレクトリックギターは、過去にはスタインバーガーやフェルナンデス、Air Craft（モリダイラ楽器）などメーカーを固定せず使用していたが、2002年にフェンダー社と日本人として初のエンドースメント契約を交わしたことより同社のギターを中心に使い始め、シグネイチャーモデルとしてストラトキャスターが製作された。共通の特徴としては、本人が敬愛するジミ・ヘンドリックスやジェフ・ベックなどからのインスパイアからか、ギターヘッドが左利き用を右利き用として使用する「リバースヘッド」であることや、60年代後期 - 70年代のストラトキャスターで使用された「ラージヘッド」が採用されている。また、ギタープレイにおいてアーミングを多用することでも知られ、ステージで大胆なアーミングにも耐えうるようにフロイド・ローズが搭載されているモデルもある。

フェンダー・カスタム・ショップ製シグネイチャーモデルとして過去に以下3つの仕様が市販されている。
- 「Michiya Haruhata Stratocaster Team Built」

2002年製作。エンドースメント契約締結後に最初に製作された。製作はシニア・マスター・ビルダーであるジョン・イングリッシュが担当。
アッシュボディ／メイプル1ピースネック仕様で塗装色はホワイトブロンド。
ピックアップはSSS構成、ブリッジは6点支持のシンクロナイズドトレモロ。
チームビルド製で60本限定生産。
- 「Michiya Haruhata BWL Stratocaster」

2005年製作。シルバーアクセサリーブランドであるビル・ウォール・レザー(BWL)社とのコラボレーションによって実現したモデル。製作は引き続きジョン・イングリッシュが担当。
アルダーボディ／メイプル1ピースネック仕様で塗装色はマットブラック。ボディにはBWL社製のマリブクロスの装飾が取り付けられ、ピックガードやコントロールノブ、ジャックプレート、ジョイントプレートにもBWL社による彫刻が施されている。
ピックアップはSSH構成、ペグはフェンダーFキー、ブリッジにはオリジナルのフロイドローズが搭載されている。
チームビルド製で60本、そしてジョン・イングリッシュが製作したマスタービルドでは12本限定で生産された。
（なお、プロトタイプ仕様においてはボディーにレザーが張られたモデルも存在する）
2018年頃にフロントPUをフェルナンデス社製の「サスティナー」に交換している。
- 「Michiya Haruhata Stratocaster III Team Built」

2010年製作。前2作の担当であるジョン・イングリッシュが2007年に逝去したため、同氏の弟子であるマスター・ビルダー、ジェイソン・スミスに引き継がれ製作された。
2モデルが存在し、アッシュボディ／キルトメイプルトップ／メイプルネック・ローズ指板のピックガード付きモデル（塗装色はカリビアンブルートランス）と、アッシュボディ／フレイムメイプルトップ／1ピースメイプルネックのピックガードなしモデル（塗装色はピンクトランス）がある。
ピックアップはHSH構成、ペグ・ブリッジはBWLと共通。
チームビルド製で50本限定生産。

また、USAカスタムショップ製ではなく日本製モデルとして以下の仕様が販売されている。
- 「MICHIYA HARUHATA STRATOCASTER」

2018年製作。 「Michiya Haruhata Stratocaster III Team Built」のカリビアンブルートランス（ピックガード付き）を基にしたモデルで、価格もカスタムショップ製と比べて大きく抑えられている。春畑曰く、「カスタムショップ製に比べて、音にまとまりがある」とのこと。
USAカスタムショップ製との明確な相違点として、ブリッジがフロイドローズ製から後藤ガット製に変更されていることが挙げられる。
春畑本人も所有しており、春畑は「以前からできるだけコストを抑えて、若い子も買えるシグネイチャーモデルを作りたいと思っていたんです。それがようやく実現して嬉しい」と語り、「手にしてもらえれば僕がどんなギターをステージで弾いているのかわかると思うので、ぜひチェックしてみてほしい」とインタビューで答えている。なお、本ギターは限定生産ではなくレギュラーラインとして常時販売されているモデルである。
- 「MICHIYA HARUHATA STRATOCASTER TRANSPINK」

2020年製作。「Michiya Haruhata Stratocaster III Team Built」のピンクトランス（ピックガードなし）を基にしたモデルであり、上記のカリビアントランスブルーのモデル同様、価格はカスタムショップ製と比べて大きく抑えられている。 こちらもレギュラーラインとして常時販売されているモデルである。
春畑はインタビューの中で、「赤いギター（Michiya Haruhata III Stratocaster Trans Pink）も物凄く気に入っているので、また作ってもらえないかなぁと思っていたら願いが叶いました（笑）」と語り、「どんな人に弾いて欲しいか？」という質問に対しては、「どんなサウンドでも出せるので、ジャンルを問わずオールマイティに使って欲しいですね」と答えている。
- 「MICHIYA HARUHATA STRATOCASTER HEAVY RELIC by JASON SMITH」

2022年製作。 

近年はシグネイチャーモデル以外にも市販モデルであるAmerican Elite Stratocasterも使用している。
アンプは、デビュー初期から2000年代前半まではCustom Audio Electric社製OD-100を、以降はヒュースアンドケトナー(Hughes&Kettner)製を主に使用していたが、2017年頃からフェンダー社のBassbreakerを使用している。アンプでは歪ませずクリーンセッティングとしており、歪み系の音色はエフェクターを用いている。
プレイスタイルは、ハードロックの王道とも呼ぶべきディストーション系のサウンドを基本に、曲ごとあるいは曲中においても細やかなスイッチングやピッキングハーモニクスなどで多彩な音色を使い分けて演奏する。
2023年にフェンダーと共同開発した自身初のシグネイチャーアクセサリーとなる、シグネイチャーストラップとシールドケーブルをリリース。

## ディスコグラフィ

### シングル（配信限定）
|     | リリース日     | タイトル               | 詳細 | （レコチョク）        |
| 1st | 2018年1月21日  | 【Re：birth】          | 『リーサル・ウェポンシーズン2』 日本版エンディングテーマ                                                               | 1位（ロックチャート） |
| 2nd | 2019年12月18日 | Kingdom of the Heavens | 「WRESTLE KINGDOM 14 in 東京ドーム」テーマ曲 テレビ朝日系『ワールドプロレスリング』12月・1月ファイティングミュージック |                       |

### アルバム
※＝ミニ・アルバム
＊＝ベスト・アルバム

### コンピレーション・アルバム
|  | リリース日     | タイトル             | CDコード  |
|  | 1997年11月25日 | Guitar Monster Vol.2 | BMCR-7021 |

### 参加アルバム
|  | リリース日     | タイトル                                               | CDコード  | 詳細                                                        |
|  | 1999年11月10日 | 映画「サラリーマン金太郎」オリジナル・サウンドトラック | SRCL 4709 | 「IN MY DREAM」のインストゥルメンタルなどが収録。           |
|  | 2002年7月17日  | GIZA studio MAI-K & FRIENDS HOTROD BEACH PARTY         | GZCA-5017 | M-17「PLEASE LET ME WONDER」                                |
|  | 2005年10月19日 | Theatre Of Strings                                     | BMCS-8002 | 松本孝弘(B'z)・増崎孝司・春畑道哉・大賀好修名義のアルバム。 |

## TUBE Composed works（1985〜1989）
1985年
- ピンナップサーファーガール（AL「HEART OF SUMMER」#6）

1987年
- Smile On Me（AL「Twilight Swim」#4）

1988年
- Go Ready Go（AL「Beach Time」#8）
- Love Song（SG「Beach Time 〜S.L.V〜」#2）
- Miss you（SG「Remember Me」#2）
- HA・DA・KAでいこう（AL「Remember Me」#2）
- Keeping The Face（AL「Remember Me」#5）
- I Think of You（AL「Remember Me」#7）

1989年
- 恋すれどGood-byeはいつも背中合わせ（SG「SUMMER CITY」#2）
- Hey baby（AL「SUMMER CITY」#2）
- ウワサのCrazy Boys（AL「SUMMER CITY」#4）
- Secret Love（AL「SUMMER CITY」#6）
- PARADISE（AL「SUMMER CITY」#7）
- Let's Jump（AL「SUMMER CITY」#9）
- Stories（SG「Stories」#1）

1990年以降は殆どの楽曲を春畑道哉が作曲。

## 渚のオールスターズ Composed works
1989年
- A THOUSAND STARS（SG「DAY IN VACATION」#2）
- 夏に有頂天（AL「Nagisa no Cassette VOL.3」#3）
- Summer Dreamer（AL「Nagisa no Cassette VOL.3」#7）
- Moonlight Rhapsody（AL「Nagisa no Cassette VOL.3」#11）

2006年
- 君はボクの青空（SG）

## 楽曲提供
- 佳苗
  - 「この地球が果てるまで」
  - 「またいつか逢えたなら」
  - 「悲しみから瞳をそらさないで」
  - 「君に逢える日」
  - 「あなたの笑顔待ってる」
  - 「約束だよ！」
  - 「やってやろうじゃない」
  - 「Loving You」
  - 「keep the faith」
  - 「ふたりだけのDistance」
  - 「信じられない」
  - 「伝えられずにいる切なさなんて
  - 「To You...」
  - 「"Kyun"」
  - 「忘れてしまえるなら…」
  - 「Kitto…」
  - 「途切れたI love you...」
  - 「feeling blue」
- 北原愛子
  - 「虹色にひかる海」
  - 「もう一度 君に恋している」
- 倉木麻衣
  - 「風のららら」
- ZARD
  - 「IN MY ARMS TONIGHT」
  - 「Just believe in love」
  - 「出逢いそして別れ」
- 滴草由実
  - 「What U need」
- ジェロ
  - 「めざまし夢音頭」
  - 「試練」
  - 「爪跡」
- スパークリング☆ポイント
  - 「ルリハコベ」
- 貴水博之
  - 「ride on love」
  - 「Believe,」
  - 「Super Goddess」
  - 「哀しませたyesterday」
  - 「Be yourself」
  - 「only you」
  - 「サン! サン! サマー!」
- TWINZER
  - 「LEAVE ME ALONE」
- TOKIO
  - 「-遥か-」
- Dream5
  - 「僕らのナツ!!」
- 萩原健一
  - 「泣けるわけがないだろう」
  - 「I Love youさえ言えない」
- Mi-ke
  - 「Pink Christmas」
- 柳ジョージ
  - 「BROADWAY」
  - 「泣いてしまえ〜CRY〜」
- Riding
  - 「風を抱きしめて 〜J's THEME 1994〜」
  - 「微笑む君に」
- リュ・シウォン
  - 「愛の雪」
  - 「ひまわりのRhapsody」
  - 「ソンムル(プレゼント)」
- DISH//
  - 「イエ〜ィ!!☆夏休み」

### 「UNI」名義での楽曲提供
- 田原俊彦
  - 「雪のないクリスマス」
  - 「ときめきを どうもありがとう」
- 松崎しげる
  - 「あの輝きを忘れない」
- 前田亘輝
  - 「D・A・M・E」（前田亘輝との共作）
  - 「Merry Christmas To You」
  - 「恋しくて」
  - 「Christmas For You」（前田亘輝との共作）
  - 「Try Boy,Try Girl」
  - 「そばにいるよ」
  - 「君だけのTomorrow」 （前田亘輝との共作）
  - 「J's Dream -夢をつかむまで-」（前田亘輝との共作）
- 諸星和己
  - 「サヨナラなんて言えそうにない」
- Litz Co.
  - 「青い夏に身をまかせ」

## レコーディング参加作品
- 稲葉浩志
  - 「AKATSUKI」：エレクトリックギター
- 織田哲郎
  - 『One Night』：ギター
- GIZA studioオムニバス
  - 『GIZA studio MAI-K & FRIENDS HOTROD BEACH PARTY』：エレクトリックギター
- ZARD
  - 「出逢いそして別れ」：エレクトリックギター、アレンジ
- スパークリング☆ポイント
  - 「ルリハコベ」：三線
- 前田亘輝
  - 「そばにいるよ」：エレクトリックギター
  - 「Try Boy,Try Girl」：エレクトリックギター
- 宮本笑里
  - 「LIFE」：ギター
- Fender 75th Anniversary Charity Project
  - 「We Love Music」：エレクトリックギター
- DEEN
  - 「RUN RUN RUN」：エレクトリックギター[36]